# Peter Weiss (politik)
Peter Weiss (* 7. července 1952) je slovenský diplomat a bývalý levicový politik. V letech 2013–2020 byl velvyslancem Slovenska v České republice.

## Život
Peter Weiss vystudoval Filozofickou fakultu Univerzity Komenského. V letech 1975 až 1989 pracoval na Ústavu marxismu-leninismu ústředního výboru Komunistické strany Slovenska (KSS) v Bratislavě. Od 1984 byl vědeckým tajemníkem. Ve dnech sametové revoluce v listopadu 1989 byl přítomen ve Studiu Dialog STV spolu s odpůrci komunistů, kde zastupoval komunistickou stranu a podporoval zachování vedoucí úlohy Komunistické strany Československa ve státě, které bylo zakotveno v ústavě; protože byl jedním z mála komunistických představitelů ochotných diskutovat, výrazně se zviditelnil. Dne 17. prosince 1989 byl na mimořádném sjezdu zvolen předsedou KSS. V roce 1990 byl jedním z hlavních iniciátorů transformace KSS na sociálnědemokraticky orientovanou Stranu demokratickej ľavice (SDĽ) a až do roku 1996 byl jejím předsedou. Po neshodách v roce 2002 SDĽ opustil a založil Sociálnodemokratickou alternatívu (SDA). SDA v parlamentní volbách v roce 2002 neuspěla a v roce 2004 se sloučila se stranou SMER.
V letech 1990–2002 byl poslancem Slovenské národní rady, po roce 1992 přejmenované na Národní radu Slovenské republiky, přičemž v letech 1992–1994 byl jejím místopředsedou. Po odchodu z aktivní politiky byl činný jako vysokoškolský učitel a publikoval v různých médiích.
Peter Weiss je pracovníkem Ministerstva zahraničí, v letech 2009 až 2013 působil jako slovenský velvyslanec v Maďarsku, od roku 2013 do roku 2020 byl velvyslancem Slovenska v České republice. V březnu 2015 promluvil na konferenci Dialog uprostřed Evropy.

## Osobní život
Peter Weiss má dvě děti a je podruhé ženatý.